# Epiactis ritteri
Epiactis ritteri är en havsanemonart som beskrevs av Torrey 1902. Epiactis ritteri ingår i släktet Epiactis och familjen Actiniidae. Inga underarter finns listade i Catalogue of Life.